# Campionatele mondiale de schi alpin
Campionatele mondiale de schi alpin sunt o competiție sportivă bienală organizată de Federația Internațională de Schi (FIS), în care sunt atribuite titlurile mondiale ale diferitelor specialități de schi alpin.

## Ediții
| An   | Loc                    | Țară                       | Eveniment                                 | desemnare oficială FIS                    | Evenimente |
| ---- | ---------------------- | -------------------------- | ----------------------------------------- | ----------------------------------------- | ---------- |
| 1931 | Mürren                 | Elveția                    | Campionatele mondiale de schi alpin 1931  | Primul Campionat mondial de schi alpin    | 4          |
| 1932 | Cortina d'Ampezzo      | Italia                     | Campionatele mondiale de schi alpin 1932  | al 2-lea Campionat mondial de schi alpin  | 6          |
| 1933 | Innsbruck              | Austria                    | Campionatele mondiale de schi alpin 1933  | al 3-lea Campionat mondial de schi alpin  | 6          |
| 1934 | St. Moritz             | Elveția                    | Campionatele mondiale de schi alpin 1934  | al 4-lea Campionat mondial de schi alpin  | 6          |
| 1935 | Mürren                 | Elveția                    | Campionatele mondiale de schi alpin 1935  | al 5-lea Campionat mondial de schi alpin  | 6          |
| 1936 | Innsbruck              | Austria                    | Campionatele mondiale de schi alpin 1936  | al 6-lea Campionat mondial de schi alpin  | 6          |
| 1937 | Chamonix               | Franța                     | Campionatele mondiale de schi alpin 1937  | al 7-lea Campionat mondial de schi alpin  | 6          |
| 1938 | Engelberg              | Elveția                    | Campionatele mondiale de schi alpin 1938  | al 8-lea Campionat mondial de schi alpin  | 6          |
| 1939 | Zakopane               | Polonia                    | Campionatele mondiale de schi alpin 1939  | al 9-lea Campionat mondial de schi alpin  | 6          |
| 1941 | Cortina d'Ampezzo      | Italia                     | Campionatele mondiale de schi alpin 1941  | anulat                                    | -          |
| 1948 | St. Moritz             | Elveția                    | Jocurile Olimpice din 1948                | al 10-lea Campionat mondial de schi alpin | 6          |
| 1950 | Aspen, Colorado        | Statele Unite              | Campionatele mondiale de schi alpin 1950  | al 11-lea Campionat mondial de schi alpin | 6          |
| 1952 | Oslo                   | Norvegia                   | Jocurile Olimpice din 1952                | al 12-lea Campionat mondial de schi alpin | 6          |
| 1954 | Åre                    | Suedia                     | Campionatele mondiale de schi alpin 1954  | 13th Campionat mondial de schi alpin      | 8          |
| 1956 | Cortina d'Ampezzo      | Italia                     | Jocurile Olimpice din 1956                | al 14-lea Campionat mondial de schi alpin | 6          |
| 1958 | Badgastein             | Austria                    | Campionatele mondiale de schi alpins 1958 | al 15-lea Campionat mondial de schi alpin | 6          |
| 1960 | Squaw Valley           | Statele Unite              | Jocurile Olimpice din 1960                | al 16-lea Campionat mondial de schi alpin | 9          |
| 1962 | Chamonix               | Franța                     | Campionatele mondiale de schi alpin 1962  | al 17-lea Campionat mondial de schi alpin | 8          |
| 1964 | Innsbruck              | Austria                    | Jocurile Olimpice din 1964                | al 18-lea Campionat mondial de schi alpin | 6          |
| 1966 | Portillo               | Chile                      | Campionatele mondiale de schi alpin 1966  | al 19-lea Campionat mondial de schi alpin | 6          |
| 1968 | Grenoble               | Franța                     | Jocurile Olimpice din 1968                | al 20-lea Campionat mondial de schi alpin | 6          |
| 1970 | Val Gardena            | Italia                     | Campionatele mondiale de schi alpin 1970  | al 21-lea Campionat mondial de schi alpin | 8          |
| 1972 | Sapporo                | Japonia                    | Jocurile Olimpice din 1972                | al 22-lea Campionat mondial de schi alpin | 6          |
| 1974 | St. Moritz             | Elveția                    | Campionatele mondiale de schi alpin 1974  | al 23-lea Campionat mondial de schi alpin | 8          |
| 1976 | Innsbruck              | Austria                    | Jocurile Olimpice din 1976                | al 24-lea Campionat mondial de schi alpin | 6          |
| 1978 | Garmisch-Partenkirchen | RFG                        | Campionatele mondiale de schi alpin 1978  | al 25-lea Campionat mondial de schi alpin | 6          |
| 1980 | Lake Placid            | Statele Unite ale Americii | Jocurile Olimpice din 1980                | al 26-lea Campionat mondial de schi alpin | 6          |
| 1982 | Schladming             | Austria                    | Campionatele mondiale de schi alpin 1982  | al 27-lea Campionat mondial de schi alpin | 8          |
| 1985 | Bormio                 | Italia                     | Campionatele mondiale de schi alpin 1985  | al 28-lea Campionat mondial de schi alpin | 10         |
| 1987 | Crans-Montana          | Elveția                    | Campionatele mondiale de schi alpin 1987  | al 29-lea Campionat mondial de schi alpin | 10         |
| 1989 | Vail, Colorado         | Statele Unite ale Americii | Campionatele mondiale de schi alpin 1989  | al 30-lea Campionat mondial de schi alpin | 10         |
| 1991 | Saalbach               | Austria                    | Campionatele mondiale de schi alpin 1991  | al 31-lea Campionat mondial de schi alpin | 10         |
| 1993 | Morioka                | Japonia                    | Campionatele mondiale de schi alpin 1993  | al 32-lea Campionat mondial de schi alpin | 10         |
| 1996 | Sierra Nevada          | Spania                     | Campionatele mondiale de schi alpin 1996  | al 33-lea Campionat mondial de schi alpin | 10         |
| 1997 | Sestriere              | Italia                     | Campionatele mondiale de schi alpin 1997  | al 34-lea Campionat mondial de schi alpin | 10         |
| 1999 | Vail/Beaver Creek, CO  | Statele Unite ale Americii | Campionatele mondiale de schi alpin 1999  | al 35-lea Campionat mondial de schi alpin | 10         |
| 2001 | St. Anton              | Austria                    | Campionatele mondiale de schi alpin 2001  | al 36-lea Campionat mondial de schi alpin | 10         |
| 2003 | St. Moritz             | Elveția                    | Campionatele mondiale de schi alpin 2003  | al 37-lea Campionat mondial de schi alpin | 10         |
| 2005 | Bormio                 | Italia                     | Campionatele mondiale de schi alpin 2005  | al 38-lea Campionat mondial de schi alpin | 10         |
| 2007 | Åre                    | Suedia                     | Campionatele mondiale de schi alpin 2007  | al 39-lea Campionat mondial de schi alpin | 11         |
| 2009 | Val d'Isère            | Franța                     | Campionatele mondiale de schi alpin 2009  | al 40-lea Campionat mondial de schi alpin | 11         |
| 2011 | Garmisch-Partenkirchen | Germania                   | Campionatele mondiale de schi alpin 2011  | al 41-lea Campionat mondial de schi alpin | 11         |
| 2013 | Schladming             | Austria                    | Campionatele mondiale de schi alpin 2013  | al 42-lea Campionat mondial de schi alpin | 11         |
| 2015 | Vail/Beaver Creek, CO  | Statele Unite ale Americii | Campionatele mondiale de schi alpin 2015  | al 43-lea Campionat mondial de schi alpin | 11         |
| 2017 | St. Moritz             | Elveția                    | Campionatele mondiale de schi alpin 2017  | al 44-lea Campionat mondial de schi alpin | 11         |
| 2019 | Åre                    | Suedia                     | Campionatele mondiale de schi alpin 2019  | al 45-lea Campionat mondial de schi alpin | 11         |
| 2021 | Cortina d'Ampezzo      | Italia                     | Campionatele mondiale de schi alpin 2021  | al 46-lea Campionat mondial de schi alpin | 13         |
| 2023 | Courchevel-Méribel     | Franța                     | Campionatele mondiale de schi alpin 2023  | al 47-lea Campionat mondial de schi alpin | 13         |
| 2025 | Saalbach               | Austria                    | Campionatele mondiale de schi alpin 2025  | al 48-lea Campionat mondial de schi alpin | 13         |
| 2027 | Crans-Montana          | Elveția                    | Campionatele mondiale de schi alpin 2027  | al 49-lea Campionat mondial de schi alpin | 13         |